# Iparügyi Minisztérium
Az Iparügyi Minisztérium egy minisztérium volt Magyarországon. 1935. augusztus elsejével alakult meg. Az azonos nevű minisztérium 1949. június 11-ével szűnt meg. Élén az iparügyi miniszter állt.

## Feladatköre
Hatáskörébe tartozott az iparfelügyelet, az ipari és bányászati közigazgatás, a közszállítások, iparpolitika, gyáripar, kisipar, háziipar, az állami érc- és kőszénbányászat, az energiagazdálkodás, az állami üzemek felügyelete, munkásügyek, városrendezési és magasépítési ügyek, vízvezetéki és csatornázási ügyek.
Az Iparügyi Minisztérium ügyköre 1945 előtt három nagy csoportra tagolódott: a) iparigazgatás, b) termelési és c) építési ügyek csoportjaira. A második világháború éveiben a minisztérium ügyköre a haditermelés irányításának feladatkörével bővült.

## Története
Magyarország iparügyének gondozását és felügyeletét 1935. július 31-ig a Kereskedelmi Minisztérium látta el. A Gömbös-kormány kereskedelemügyi minisztere 1935. március 4. és	1935. július 31. között Bornemisza Géza, a Nemzeti Egység Pártja politikusa volt. 1935. augusztus elsejétől az 1847/8. évi III. tc. 14. §-ának módosításáról szóló 1889:XVIII. törvénycikket úgy módosították, hogy a kereskedelemügyi miniszter hatáskörébe tartozó ügyek a továbbiakban két miniszter, éspedig egyfelől az iparügyi, másfelől a kereskedelem- és közlekedésügyi miniszter között oszlottak meg. A Gömbös Gyula halála után hivatalba lépett Darányi-kormányban a tárca az Iparügyi Minisztérium nevet kapta. Az iparügyi miniszteri posztot Bornemisza Géza töltötte be 1936. október 12. és 1938. május 14. között.
1944. novembere és 1945. decembere között az Ideiglenes Nemzeti Kormány végrehajtotta a minisztérium újjászervezését, lényegében azonos feladatkörrel. Ugyanakkor hangsúlyozták, hogy "A minisztérium tevékenységét a Vörös Hadsereg győzelme nyomán kibontakozó népi demokratikus forradalom igénye határozta meg. A minisztérium mindinkább irányítója, szervezője, koordinálója és ellenőre lett a magyar ipari életnek."
Az Ipari Minisztérium az SZDP irányítása alá került. A miniszter 1944. december 22-vel az akkor 52 éves Takács Ferenc lett. Őt 1945. július 1-jével Bán Antal követte, aki nem csupán elfogadta, hanem maga is szorgalmazta a különböző iparágak nagyüzemeinek államosítását és a tervgazdálkodás bevezetését. Bán 1948. február 26-ig töltötte be az iparügyi miniszteri pozíciót. Bán külföldre távozott, utána a minisztériumot Szakasits Árpád, majd 1948. augusztus 5-től Kossa István, az MDP politikusa vezette. 
Az Iparügyi Minisztérium úgy szűnt meg, hogy az 1949. évi XV. törvény 1949. június 11-ével két minisztériumra, a Nehézipari Minisztériumra és a Könnyűipari Minisztériumra osztotta fel.